# Hrubá Voda (stacja kolejowa)
Hrubá Voda – stacja kolejowa w Hrubej Vodzie w gminie Hlubočky, w kraju ołomunieckim, w Czechach pod adresem Hrubá Voda 20, Hlubočky. Znajduje się na wysokości 345 m n.p.m. i leży na linii kolejowej nr 310.